# ارزش‌های خانوادگی
در جامعه شناسی، ارزش‌های خانوادگی (در زبان انگلیسی:familial value یا family values) ارزش‌های سنتی یا فرهنگی هستند که به ساختار، عملکرد، نقش‌ها، باورها، نگرش‌ها و ایده‌آل‌های خانواده مربوط می‌شوند.

## در ایالات متحده
در علوم اجتماعی و گفتمان سیاسی ایالات متحده، اصطلاح «خانواده سنتی» به یک خانواده هسته‌ای اشاره دارد – محیطی برای تربیت فرزند متشکل از یک پدر نان‌آور، یک مادر خانه‌دار و فرزندان معمولاً بیولوژیکی آنها. خانواده ای که از این مدل منحرف شود، خانواده غیرسنتی محسوب می‌شود. با این حال، در اکثر فرهنگ‌ها، در اکثر مواقع، مدل خانواده گسترده رایج‌ترین شکل بوده‌است و نه خانواده هسته‌ای. با این حال «خانواده هسته‌ای» تبدیل به رایج‌ترین شکل خانواده‌ها در ایالات متحده دهه‌های ۱۹۶۰ و ۱۹۷۰ میلادی شد.

### فرهنگ ایالات متحده
از نظر جامعه‌شناسی، خانواده‌های غیرسنتی اکثریت خانواده‌های آمریکایی را تشکیل می‌دهند. تا سال ۲۰۱۴، تنها ۴۶ درصد از کودکان در ایالات متحده در یک خانواده سنتی زندگی می‌کنند که این رقم از سال ۱۹۸۰،که ۶۱ درصد بود کاهش یافته‌است. این تعداد فقط شامل خانواده‌هایی با والدینی می‌شود که در اولین ازدواج خود هستند، در حالی که درصد فرزندانی که به سادگی با دو والدین متأهل زندگی می‌کنند تا سال ۲۰۱۶ میلادی ۶۵٪ بوده.